# Définition des planètes de l'Union astronomique internationale
Pour les articles homonymes, voir Définition (homonymie).
Pour un article plus général, voir Définition des planètes.
La définition des planètes de l'Union astronomique internationale (UAI) est adoptée le 24 août 2006 lors de sa 26e assemblée générale. Selon celle-ci, une planète est un corps céleste qui :
1. est en orbite autour du Soleil,
2. a une masse suffisante pour parvenir à un équilibre hydrostatique (une forme presque ronde), et
3. a nettoyé le voisinage de son orbite.

Cette définition ne concerne que les objets du Système solaire et pas les exoplanètes. Pour ces dernières, une définition spécifique est utilisée, en cohérence avec celle discutée ici.
Au sein du Système solaire donc, un corps non-satellitaire ne remplissant que les deux premiers critères serait classé parmi les planètes naines qui n'est pas un type de planète, alors qu'un objet non satellitaire ne remplissant que le premier critère est désigné comme petit corps du Système solaire. Les projets initiaux prévoyaient d'inclure les planètes naines comme une sous-catégorie des planètes, mais comme ceci pouvait potentiellement conduire à ajouter des dizaines de planètes dans le Système solaire, ce projet fut finalement abandonné. En 2006, trois objets furent classés comme planètes naines : Cérès, Pluton et Éris. La définition prêtait à controverse et a recueilli aussi bien l'accord que les critiques des différents astronomes, mais elle est demeurée en usage.
D'après la définition, il y a actuellement huit planètes et cinq planètes naines connues dans le Système solaire. La définition établit un distinguo entre les planètes des corps de moindres dimensions. Cette définition s'applique aussi, indirectement, en dehors du Système solaire, dans la mesure où la définition de travail générale des planètes (du système solaire et extrasolaires) repose en ce qui concerne ce point sur les critères utilisés dans le système solaire.

## Les raisons du débat

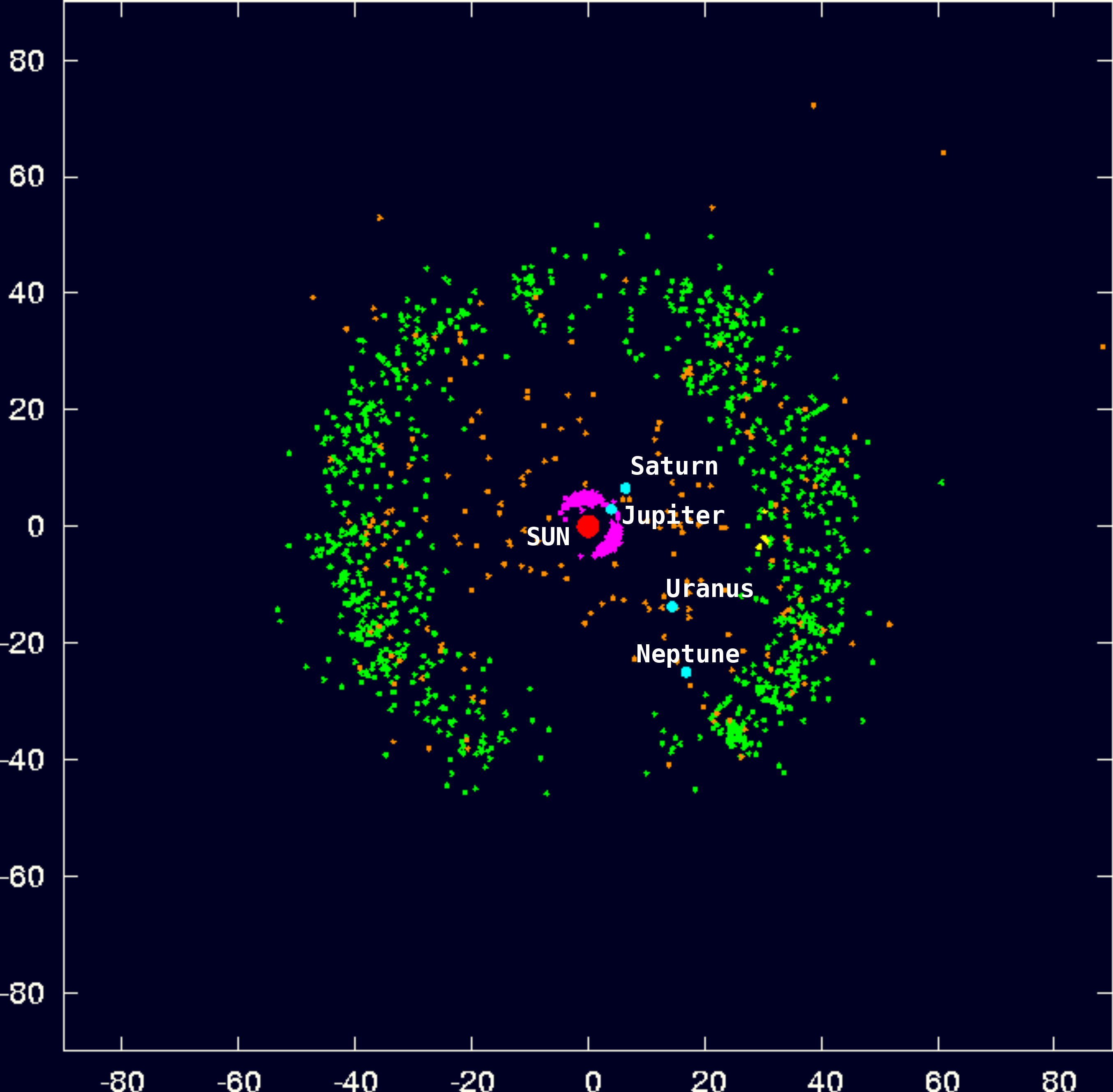
Schéma des positions de tous les objets connus de la Ceinture de Kuiper (en vert) avec les planètes extérieures (en bleu).

Avant les découvertes du début du XXIe siècle, les astronomes n'éprouvaient aucun besoin réel d'une définition formelle des planètes. Avec la découverte de Pluton en 1930, les astronomes considérèrent qu'il existait neuf planètes dans le Système solaire, accompagnées de milliers de corps plus petits tels que les astéroïdes et les comètes. On pensait que Pluton était plus gros que Mercure.
En 1978, la découverte de Charon, la lune de Pluton, a radicalement changé cette situation. En mesurant la période orbitale de Charon, les astronomes ont pu calculer précisément la masse de Pluton pour la première fois, qui s'avéra très inférieure aux attentes. La masse de Pluton était grossièrement d'un vingtième de celle de Mercure, ce qui en faisait de loin la plus petite planète, plus petite encore que la Lune (terrestre), bien qu'encore dix fois plus massif que le plus gros astéroïde Cérès.
Dans les années 1990, les astronomes commencèrent à trouver d'autres objets au moins aussi lointains que Pluton, maintenant connus sous la désignation d'objets de la Ceinture de Kuiper ou KBO (de l'anglais Kuiper Belt Objects). Beaucoup d'entre eux partageaient les caractéristiques orbitales de Pluton, et sont maintenant appelées des plutinos. Pluton commença à être regardé comme le plus gros membre d'une nouvelle classe d'objet, et quelques astronomes cessèrent de se référer à Pluton comme à une planète. L'orbite de Pluton, à la fois excentrique et inclinée, alors qu'elle s'avérait assez inhabituelle pour une planète, s'accordait bien avec les autres KBO. Nouvellement rénové, le planétarium Hayden de New York n'inclut pas Pluton dans son exposition des planètes, lors de sa réouverture au Rose Center for Earth and Space en l'an 2000.
À partir de 2000, avec la découverte d'au moins trois corps ((50000) Quaoar, (90377) Sedna et Éris), toutes comparables à Pluton, en termes de taille et d'orbite, il devint clair que, soit elles devaient toutes être appelées des planètes, soit Pluton devait être reclassé. Les astronomes prévoyaient aussi la découverte rapide d'autres objets aussi gros que Pluton, et le nombre des planètes se serait rapidement accru. Ils étaient aussi soucieux de la classification des planètes des autres systèmes solaires. En 2006, le sujet devint majeur avec la mesure de la taille de 2003 UB313 ou Éris (comme nous l'appelons aujourd'hui), se révéla être légèrement plus gros que Pluton, et apparut ainsi mériter au moins autant que Pluton le statut de planète.

### Parallèle historique
La compréhension affinée de Pluton faisait écho à un débat du XIXe siècle, commencé avec la découverte de Cérès, le 11 janvier 1801. Les astronomes déclarèrent immédiatement le minuscule objet comme étant la «planète manquante» entre Mars et Jupiter. Dans les quatre années suivantes, cependant, la découverte de deux autres objets avec des tailles et des orbites comparable fut à l'origine d'un doute sur cette nouvelle idée. Vers 1851, le nombre de «planètes» avait cru jusqu'à atteindre 23, et il était clair que des centaines d'autres attendaient d'être découvertes. Les astronomes commencèrent de les cataloguer séparément, et commencèrent à les appeler des astéroïdes au lieu de « planètes ».

## L'histoire de la définition
Les découvertes de nouvelles planètes étant peu fréquentes, l'UAI ne dispose d'aucun mécanisme pour les définitions ou les désignations. Après la découverte de Sedna, l'UAI créa en 2005 un comité de 19 membres, avec l'astronome Iwan Williams comme président, pour examiner la définition d'une planète. Le comité proposa trois définitions pouvant être adoptés :
culturelleune planète est une planète si les gens le disent ;
structurelleune planète est assez grosse pour former une sphère ;
dynamiquel'objet est assez gros pour causer l'éjection de son orbite de tout autre objet.
Un autre comité, présidé par un historien de l'astronomie, Owen Gingerich, historien et astronome émérite à l'université Harvard qui avait dirigé le comité ayant généré la définition originale et était constitué de cinq planétologues et de l'écrivain scientifique Dava Sobel, fut constitué en vue d'établir une proposition définitive

## Projet de proposition

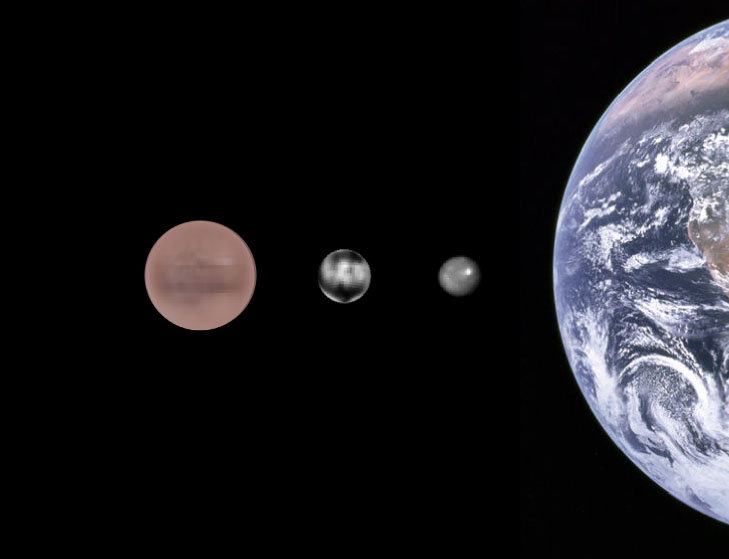
La proposition originelle aurait immédiatement rajouté trois planètes, montrées ici avec leur taille comparée à la Terre. À gauche, Éris, puis Charon, Cérès et la Terre.

L'UAI a publié la proposition de définition originelle le 16 août 2006.
Sa formulation suivait de loin la seconde des trois options proposées par le comité originel, il affirmait que : "

« Une planète est un corps céleste qui 
- a/ a une masse suffisante pour que sa propre gravité vainque les forces de rigidité des corps le constituant, de façon qu'il parvienne à une forme (presque ronde) en équilibre hydrostatique
- b/ est en orbite autour d'une étoile, et n'est ni une étoile, ni un satellite d'une planète. »

Cette définition aurait conduit à la reconnaissance comme planète de 3 corps célestes :
- Cérès, qui a été considérée comme une planète lors de sa découverte, mais plus tard traité comme un astéroïde ;
- Charon, une lune de Pluton ; le système Pluton-Charon aurait dû être considéré comme une planète double ;
- Éris, un objet épars du Système solaire extérieur.

Douze autres objets attendaient qu'on affine les connaissances relatives leurs propriétés physiques, et postulaient pour rejoindre une liste grâce à cette définition. Certains des objets de cette seconde liste étaient réellement plus susceptibles d'être adoptés que d'autres. Malgré ce qui a été rapporté dans les médias, la proposition ne laissait pas nécessairement le Système solaire avec seulement 12 planètes. Mike Brown, le découvreur de Sedna et Éris, avait dit qu'au moins 53 corps connus du Système solaire respectaient probablement la définition, et qu'une étude complète en révélerait probablement plus de 200. La définition aurait considéré une paire d'objets comme un système de planète double si chacune des composantes satisfaisait indépendamment aux critères et que le centre de gravité commun du système, connu sous le nom de barycentre, se situait à l'extérieur de chacun des deux corps. Pluton et Charon auraient été les seules planètes doubles connues dans le Système solaire. D'autres satellites planétaires, par exemple la Lune, pourraient être en équilibre hydrostatique mais n'auraient tout de même pas été définies comme des planètes doubles, du fait que le barycentre du système se situe à l'intérieur du corps le plus massif (c'est-à-dire la Terre).

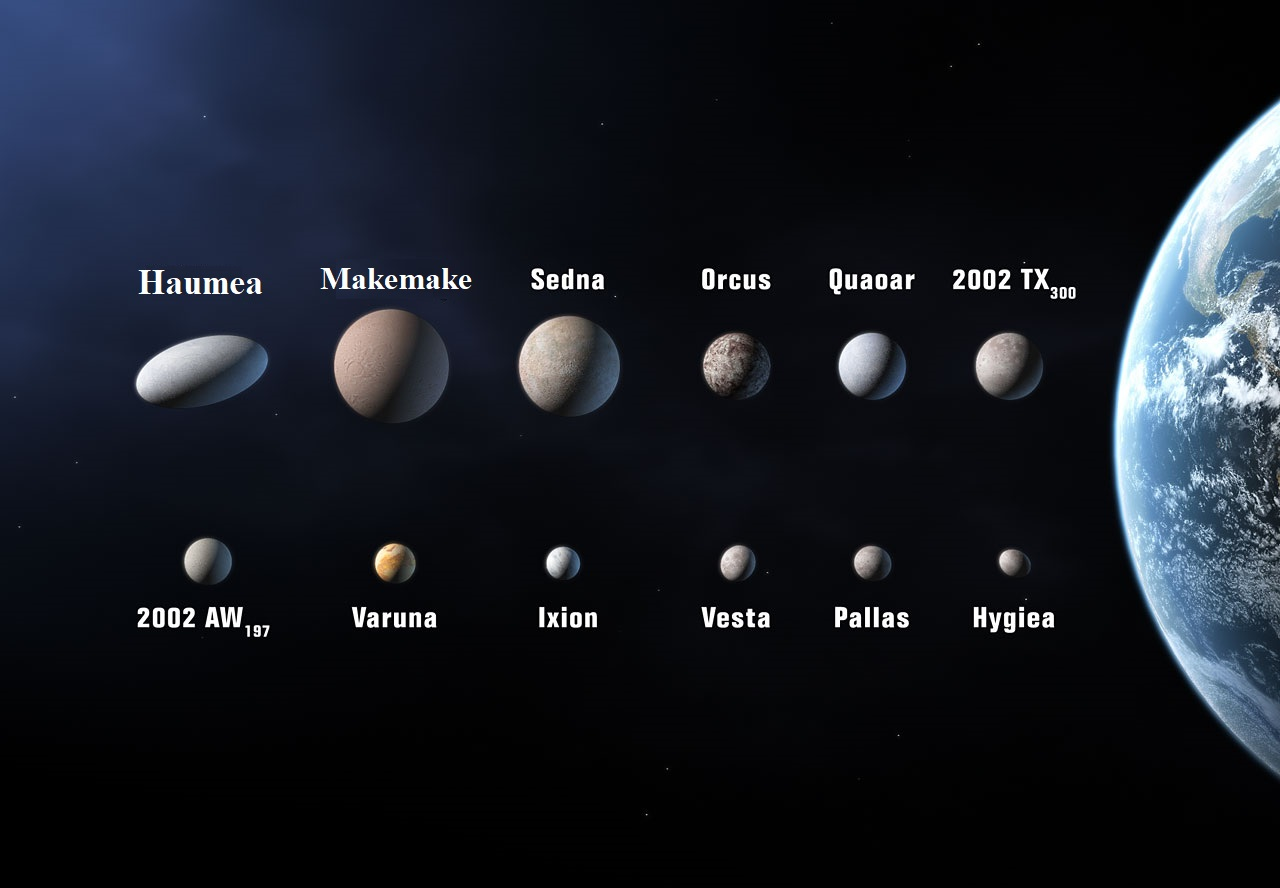
Les douze planètes candidates qu'il aurait été possible d'intégrer selon la proposition de définition originelle

Le terme planètes mineures aurait été abandonné et remplacé par la catégorie Petits corps du Système solaire (SSSB, pour l'anglais Small Solar System Body) et une nouvelle classification pour Pluton. 
La première aurait décrit ces objets sous l'aspect du seuil de sphéricité. La dernière aurait été appliquée aux planètes qui présentent une orbite extrêmement inclinée, une grande excentricité et une période orbitale de plus de 200 années terrestres (c'est-à-dire celles qui orbitent au-delà de Neptune). Pluton aurait été le prototype de cette classe. Le terme planète naine aurait été disponible pour décrire toutes les planètes de taille inférieure à celle des huit planètes classiques en orbite autour du soleil, mais n'aurait pas été une classification officielle de l'UAI. Dans le projet de résolution, l'UAI ne posait pas de recommandation sur la séparation entre une planète et une naine brune. Un vote sur la proposition était prévu pour le 24 août 2006.
Une telle redéfinition du terme planète aurait également pu conduire à changer de classification pour les objets transneptuniens (TNO) 
Hauméa, 
Makémaké, 
Sedna, Orcus, Quaoar, Varuna, 
2002 TX300, 
Ixion, 
Aya, 
et les astéroïdes Vesta, Pallas, et Hygiea.
Le 18 août, la Division of Planetary Sciences du American Astronomical Society, la plus grande société internationale professionnelle de scientifiques en planétologie, contresigna le projet de proposition.
D'après l'UAI, la condition de la rotondité débouchait généralement sur la nécessité d'une masse de 5 × 1020 kg, ou bien un diamètre d'au moins 800 km. Cependant, Michael Brown affirme que ces nombres ne sont corrects que pour les corps rocheux, comme les astéroïdes, et que les corps glacés comme les objets de la Ceinture de Kuiper atteignent l'équilibre hydrostatique à des tailles très inférieures, des diamètres probablement situés entre 200  et   400 km. Tout dépend de la rigidité des matériaux constituant le corps, qui est à son tour fortement influencé par sa température interne.

### Avantages
La définition proposée trouvait le soutien de nombreux astronomes, par l'utilisation d'un facteur physique qualitatif comme élément de définition (l'objet devant être rond). La plupart des autres définitions potentielles dépendaient d'une limitation quantitative (par exemple une taille minimum ou une inclinaison orbitale maximum, taillée sur mesure pour le Système solaire. Selon les membres du comité de l'UAI, cette définition ne nécessitait pas de limite « de main d'homme », mais au contraire déférait à la « nature » pour décider si un objet relève ou non du statut de planète.
Elle avait aussi l'avantage de mesurer une qualité observable. Les suggestions de critères se fondant sur la nature de la formation auraient été plus susceptibles de remises en cause ultérieures des planètes acceptées, avec l'amélioration des connaissances.
De plus, la définition maintenait Pluton à son statut de planète. Nombreux sont ceux qui sont sensibles au statut de planète de Pluton, et le grand public aurait pu se désolidariser des astronomes professionnels ; il y avait eu des protestations très vigoureuses en 1999, la dernière fois que les médias avaient proposé de rétrograder Pluton, ce qui était en réalité une incompréhension sur le fait de cataloguer uniformément tous les objets transneptuniens.

### Critiques
La redéfinition proposée était critiquée parce qu'ambigüe : les astronomes Phil Plait et Nick Matzke (en), auteurs du NCSE (Centre national pour l'éducation en science) écrivirent tous deux un article expliquant pourquoi ils pensaient que cette redéfinition n'était en général pas bonne. Elle définissait une planète comme orbitant autour d'une étoile, ce qui aurait signifié que toute planète éjectée ou bien formée à l'écart d'un système stellaire (planète errante) n'aurait pas été appelée « planète », même si elle remplissait toutes les autres définitions. Une situation similaire s'appliquait déjà au terme « lune », de tels corps cessant d'être des lunes en étant éjectés des orbites planétaires ; cet usage étaient généralement accepté. De façon similaire, la redéfinition ne faisait pas de différence entre planètes et étoiles naines brunes. Toute tentative de clarification devait être abandonnée à une date ultérieure.
Il y eut aussi des critiques sur la définition des planètes doubles : à l'heure présente, la Lune est définie comme un satellite de la Terre, mais avec le temps, le barycentre du système Terre-Lune va glisser vers l'extérieur (voir accélération sous l'effet des forces de marées) et pourrait effectivement se retrouver à l'extérieur de chacun des deux corps. Ce phénomène pourrait faire grimper la Lune au statut de planète à ce moment-là. Le temps nécessaire pour que cela se produise se compterait cependant en milliards d'années, bien plus que celui auquel les astronomes s'attendent à ce que le Soleil soit devenue une géante rouge et détruise et la Terre et la Lune.
Dans un entretien avec Science Friday, le 18-08-2006, Mike Brown exprimait des doutes sur la nécessité même d'une définition. Il exposait : « L'analogie que j'aime toujours bien utiliser est celle du mot continent. Vous savez, le mot "continent" n'a pas de définition scientifique... Il y a juste des définitions culturelles, et je pense que les géologues ont eu la sagesse de laisser ça comme ça, et de ne pas essayer de redéfinir les choses pour que "continent" ait une bonne grosse définition bien stricte ».
Le 18 août 2006, Owen Gingerich indiquait que la correspondance qu'il avait reçue se divisait à égalité entre pour et contre la proposition.

## Proposition alternative
Selon Alan Boss du Carnegie Institution de Washington, un sous-groupe de l'UAI qui se réunit le 18 août 2006 et effectua un vote de sondage sur le projet de proposition : seules 18 voix étaient favorables, contre 50 opposées. Les 50 opposants préféraient une proposition alternative soutenue par l'astronome uruguayen Julio Ángel Fernández.
« (1) Une planète est un corps céleste qui (a) est de loin le plus gros objet parmi la population locale [1], (b) a une masse suffisante pour que sa gravitation propre outrepasse les forces de cohésion des corps, en sorte qu'il parvienne à une forme (presque ronde) en équilibre hydrostatique[2], (c) ne produit aucune énergie par un phénomène quelconque de fusion nucléaire [3].
(2) Selon le point (1), les huit planètes classiques découvertes avant 1900 qui se déplacent sur des orbites presque circulaires proches du plan de l'écliptique, sont les seules planètes de notre Système solaire. Tous les autres objets en orbite autour du Soleil sont plus petits que Mercure. Nous les reconnaissons comme des objets qui respectent les critères (b) et (c), mais pas le critère (a). Ces objets sont définis comme des planètes « naines ». Cérès aussi bien que Pluton et plusieurs autres gros objets transneptuniens (TNO pour trans-neptunian objects en anglais) appartiennent à cette catégorie. Par contraste avec les planètes, ces objets ont typiquement des orbites très inclinées et/ou des excentricités très prononcées.
(3) Tous les autres objets naturels, orbitant autour du Soleil et qui ne remplissent aucun des critères précédent seront désignés comme des petits objets du Système solaire (SSSO, de l'anglais Small Solar System Objects) [4]
Définitions et clarifications
1. La population locale est l'ensemble des objets qui croise ou se rapproche près de l'orbite de l'objet considéré.
2. Ceci s'applique généralement à des objets dont la taille est supérieure à quelques centaines de kilomètres, en fonction de leurs forces de cohésion.
3. Ce critère permet d'établir la distinction entre les planètes géantes gazeuses et les naines brunes ou les étoiles.
4. Cette classe comprend actuellement la plupart des astéroïdes du Système solaire, les objets proches de la Terre (NEO, pour Near Earth Objects en anglais), les astéroïdes troyens de Mars, Jupiter et Neptune, la plupart des Centaures, la plupart des TNO, et les comètes[22] ».

Avec la proposition alternative, le Système solaire d'alors serait demeuré inchangé, à l'exception de Pluton qui aurait été dégradé en planète naine.

## Projet de proposition révisée
Le 22 août, le projet de proposition fut réécrit avec deux modifications par rapport au projet précédent,. La première était une généralisation du nom de la nouvelle classe de planètes (précédemment, le projet de proposition avait explicitement opté pour le terme de 'pluton'), avec une décision ajournée sur le nom à utiliser. De nombreux géologues s'étaient montrés critiques sur le choix du nom pour les planètes similaires à Pluton se souciant de ce que le terme pluton vaut, dans la communauté des géologues, pour une forme particulière d'intrusion magmatique relativement fréquente,. La confusion était d'autant plus indésirable que la planétologie est étroitement liée à la géologie. Un autre inconvénient relatif à l'usage du mot « pluton » concernait le fait que dans de nombreuses langues européennes telles que le français, l'espagnol et le russe, ce même vocable de Pluton désigne la planète elle-même, ce qui pourrait accroître la confusion.
Le second changement redessinait les contours d'une planète dans le cas d'un système de planètes doubles. Certains avaient manifesté leur inquiétude sur le fait que dans les cas extrêmes où un corps double avait sa composante secondaire sur une orbite hautement excentrique, il puisse y avoir une dérive du barycentre à l'intérieur puis en dehors du corps primaire, conduisant à un glissement du classement du corps secondaire entre satellite et planète en fonction du point précis où se trouvait le système sur son orbite. Ainsi, la définition fut reformulée de façon à considérer l'existence d'un système de planètes doubles, si son barycentre se trouvait à l'extérieur de chacun des deux corps pendant une majorité de la période orbitale.
Plus tard le 22 août, se tinrent deux réunions ouvertes qui se terminèrent sur une vote-face brutale quant à la définition de base d'une planète. La position de l'astronome Julio Ángel Fernández sortit vainqueur d'un vote à main levée parmi les participants, et les rapports la tenaient comme peu susceptible de perdre son avantage le 24 août. Cette position résultait en 8 planètes majeures, avec Pluton classée comme une « planète naine ». La discussion au cours de la première réunion fut passionnée et remuante, avec des membres de l'UAI en désaccord verbal les uns avec les autres sur des idées telles que la physique statique et dynamique ; le principal point de désaccord portait sur le fait de savoir s'il fallait ou non inclure les caractéristiques orbitales d'un corps parmi les critères de définition. Dans un vote indicatif, les membres s'opposèrent lourdement aux propositions sur les objets similaires à Pluton et les systèmes à double planète et se divisèrent à égalité sur la question de l'équilibre hydrostatique. Le débat fut considéré comme demeurant « toujours incertain », avec des réunions privées tenues avant un vote prévu pour le lendemain.
Lors de la deuxième réunion de la journée, à la suite de négociations 'secrètes', un compromis commença d'émerger après que le Comité Exécutif se soit explicitement positionné en défaveur de la considération de planètes extra-solaires et pour apporter à la définition un critère relatif à la domination d'un corps par rapport à son voisinage.

## Projet de proposition finale
Le projet final de définition (le troisième, donc), proposé le 24 août, stipulait :

« L'UAI ... a résolu que les planètes et les autres corps de notre Système solaire sont définis selon trois catégories de la façon suivante :
(1) une planète [1] est un corps céleste (a) en orbite autour du Soleil, (b) d'une masse suffisante pour que sa gravité propre ait dominé les forces de cohésion internes de façon qu'il soit parvenu à une forme (presque ronde) en équilibre hydrostatique, et (c) a éliminé le voisinage de son orbite.

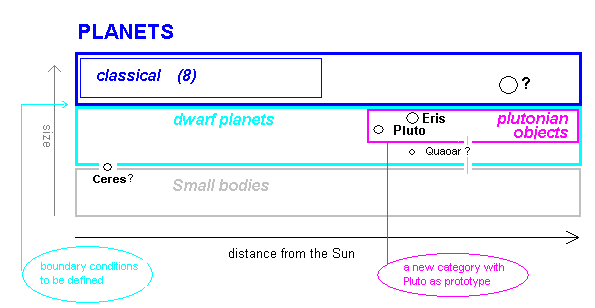
Illustration de la proposition finale.

(2) Une planète naine est un corps céleste qui (a) est en orbite autour du Soleil, (b) a une masse suffisante pour sa gravité propre ait dominé les forces de cohésion internes de façon qu'il soit parvenu à une forme (presque ronde) en équilibre hydrostatique, (c) n'a pas éliminé le voisinage de son orbite et (d) n'est pas un satellite.
(3) Tous les autres objets [3] en orbite autour du Soleil seront collectivement désignés comme des petits corps du Système solaire.
[1] Les huit planètes sont Mercure, Vénus, la Terre, Mars, Jupiter, Saturne, Uranus, et Neptune.
[2] L'UAI établira une procédure interne pour répartir dans les différentes catégories les objets qui apparaîtront à leurs frontières.
[3] Ceux-ci comprennent la plupart des astéroïdes du Système solaire, la plupart des objets trans-neptuniens (TNO), des comètes, et autres petits corps. »

### Débats en session plénière
Le vote sur la définition se déroula lors de l'assemblée plénière, durant l'après-midi. À la suite d'un retour aux règles antérieures, le 15 août, du fait qu'une définition des planètes est un fait scientifique de premier ordre, chaque membre individuel de l'UAI assistant à l'assemblée était admis à voter. Le nombre de personnes ayant fait enregistrer leur présence à l'assemblée au moment du vote s'établissait à 2 411 mais sur les mille et quelques personnes qui assistaient à la session, seuls 424 membres choisirent de voter ou de s'abstenir sur la résolution 6A (ci-dessous).
Le comité exécutif de l'UAI présenta quatre Résolutions à l'Assemblée, chacune portant sur une partie différente du débat sur la définition. Des amendements mineurs furent rapportés sur le tas, dans un but de clarification.
- La Résoution 5A constituait la définition elle-même telle qu'exposée ci-dessus. Les membres discutèrent beaucoup du caractère approprié ou non de l'utilisation de l'expression élimination du voisinage au lieu de la référence antérieure au corps dominant, et sur l'implication de la définition pour les satellites. La Résolution fut finalement approuvée à la quasi-unanimité.
- La Résoution 5B cherchait à amender la définition ci-dessus en insérant le mot classique avant le mot planète dans le paragraphe (1) et la note de bas de page [1]. Ceci témoignait d'un choix entre avoir un jeu de trois catégories de corps distinctes (planètes, planètes naines et petits corps) et la pose d'une accolade sur le regroupement des deux premières catégories. La résolution proposait cette dernière option ; elle fut sévèrement rejetée, avec seulement 91 votes en sa faveur.
- La Résolution 6A proposait une affirmation concernant Pluton : Pluton est une planète naine, selon la définition ci-dessus, et est reconnu comme le prototype d'une nouvelle catégorie des Objets Trans-Neptuniens. Après quelque menue chicane de grammaire ou sur ce que constituait exactement un objet transneptunien, la Résolution fut approuvé par 237 voix contre 157, avec 30 abstentions. Une nouvelle catégorie de planète naine fut donc officialisée. Elle se nommerait les plutoïdes et sa définition devait être affinée par le Comité Exécutif de l'UAI le 11 juin 2008.
- La Résolution 6B cherchait à insérer une phrase additionnelle à la fin de l'affirmation 6A : Cette catégorie doit être appelée les "objets plutoniens". Il n'y eut pas de débat sur la question, et lors du vote, le nom proposé fut rejeté par 186 voix contre 183 ; la proposition de revoter fut rejetée. Une procédure sera mise en route par l'UAI pour déterminer le nom de la nouvelle catégorie[36]

Une interprétation littérale des résolutions exclut les planètes naines du statut de planète par implication du paragraphe (1). L'utilisation du mot planète dans cet intitulé risquait cependant de générer des ambiguïtés.

## Définition finale
La définition finale, telle qu'adoptée le 24 août 2006 selon la Résolution 5A de la 26e assemblée générale est, : 

« L'UAI ... a résolu que les planètes et autres corps, à l'exception des satellites, dans notre Système solaire est défini selon trois catégories distinctes de la façon suivante : 

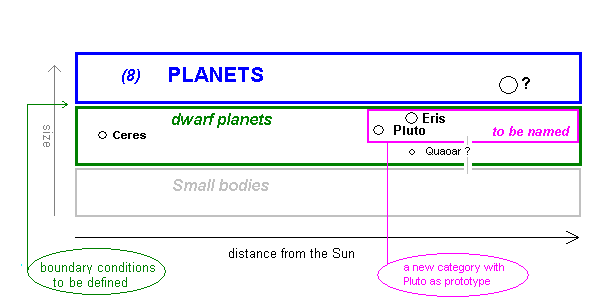
Illustration du résultat du vote

- (1) Une planète [1] est un corps céleste qui 
  - (a) est en orbite autour du Soleil,
  - (b) a une masse suffisante pour que sa gravité propre vainque les forces de cohésion interne de façon qu'il parvienne à une forme (presque ronde) en équilibre hydrostatique, et
  - (c) a éliminé le voisinage autour de son orbite.

- (2) Une planète naine est un corps céleste qui 
  - (a) est en orbite autour du Soleil,
  - (b) a une masse suffisante pour que sa gravité propre vainque les forces de cohésion interne de façon qu'il parvienne à une forme (presque ronde) en équilibre hydrostatique [2],
  - (c) n'a pas éliminé le voisinage autour de son orbite, et
  - (d) n'est pas un satellite..

- (3) Tous les autres objets [3], à l'exception des satellites, en orbite autour du Soleil seront désignés collectivement comme « Petits corps du Système solaire. »

Notes :
- [1] Les huit planètes sont : Mercure, Vénus, la Terre, Mars, Jupiter, Saturne, Uranus et Neptune.
- [2] Une procédure interne à l'UAI sera mise sur pied pour affecter soit à la catégorie planète naine, soit aux autres les objets situés aux frontières des catégories.
- [3] Celles-ci incluent actuellement la plupart des astéroïdes du Système solaire, la plupart des objets trans-neptuniens TNO, des comètes, et autres petits corps.

L'UAI a de plus résolu :

« Pluton est une "planète naine" selon la définition ci-dessus et est reconnue comme le prototype d'une nouvelle catégorie d'objets transneptuniens [1] »

.
Note :
- [1] Une procédure interne à l'UAI sera établie pour sélectionner un nom pour cette catégorie.

L'UAI a également résolu que les planètes et les planètes naines sont deux classes d'objets distinctes, ce qui signifie que les planètes naines, malgré leur nom, ne doivent pas être considérées comme des planètes.

## Critiques

### Substance
Il continue d'y avoir des critiques à l'égard de la formulation du projet final de définition. Notamment du responsable scientifique de New Horizons (la mission robotisée de la NASA vers Pluton) ; Alan Stern a opposé que tout comme Pluton, la Terre, Mars, Jupiter et Neptune n'ont pas non plus complètement éliminé le voisinage de leur zone orbitale. La Terre tourne avec 10 000 objets géocroiseurs, Jupiter est accompagné de 100 000 astéroïdes troyens sur son parcours orbital. Il a ajouté : « Si Neptune avait nettoyé sa zone, Pluton ne serait pas là ».
Mike Brown contredit ces protestations en disant que, loin de ne pas avoir nettoyé leur orbite, les planètes majeures contrôlent complètement l'orbite des autres corps de leur zone orbitale. Jupiter peut coexister avec un grand nombre de petits corps sur son orbite (les astéroïdes troyens), mais ces corps n'existent que sur l'orbite de Jupiter parce qu'ils sont sous l'influence de l'énorme gravité de la planète. De façon similaire, Pluton peut traverser l'orbite de Neptune, mais Neptune a depuis longtemps verrouillé Pluton et ses assistants de la Ceinture de Kuiper, appelés les plutinos dans une résonance 3:2, c'est-à-dire qu'ils parcourent deux orbites autour du Soleil chaque fois que Neptune en parcourt trois. Les orbites de ces objets sont entièrement dictées par la gravité de Neptune, et ainsi, Neptune est gravitationnellement dominant.
La définition peut être difficile à appliquer en dehors de notre Système solaire. Les techniques pour identifier les objets extrasolaires ne permettent généralement pas de déterminer si un objet a nettoyé son orbite, excepté indirectement via le paramètre Λ de Stern et Levinson, et ne fournissent que des informations limitées sur la date à laquelle les objets se sont formés. La formulation des nouvelles définitions est héliocentrée dans son usage du mot Soleil au lieu d'étoile ou étoiles binaires et n'est ainsi pas applicable aux nombreux objets qui ont été identifiés en orbite autour d'autres étoiles. Cependant, une autre définition de travail des exoplanètes a été formulée par l'UAI en 2001 et inclut le critère que les « masse/taille minimum exigés pour qu'une exoplanète soit considérée comme une planète doivent être les mêmes que ceux utilisés pour notre Système solaire ».

### Procédure
Le vote final s'est déroulé au milieu de beaucoup de critiques à cause du faible pourcentage de participants parmi les 9 000 membres. Au-delà du fait que de la plupart des membres n'assistent pas aux assemblées générales, cette absence était aussi due à la programmation du vote : le vote final a été réalisé le dernier des dix jours de l'évènement, après que beaucoup de participants soient partis ou se préparent à partir. Sur plus de 2 700 astronomes ayant assisté à la conférence, seuls 424 votes ont été émis, ce qui fait moins de 5 % de la totalité de la communauté des astronomes. Il y a aussi le cas des nombreux astronomes qui n'étaient pas en mesure ou qui ont choisi de ne pas se rendre à Prague, et ainsi, n'émirent aucun vote. L'astronome Marla Geha a souligné que la totalité des membres n'était pas nécessaire pour un vote sur une question de classification : seulement ceux dont les travaux sont directement liés aux études planétaires.

## Impact
On s'attend à ce que la décision ait des implications culturelles et sociétales. Elle affectera l'« industrie des matériels et jouets astronomiques ». Les livres de classe nécessiteront une révision. La décision était suffisamment importante pour inciter les responsables de l'édition 2007 du World Book Encyclopedia de retarder l'impression jusqu'au résultat final. La nouvelle désignation a eu également des répercussions dans le monde de l'astrologie et a reçu un accueil mitigé, avec des avis différents sur la nécessité d'apporter des modifications aux pratiques à la suite de la redéfinition.

## Nouvelle sous-classe des planètes naines
Le 11 juin 2008, l'UAI a annoncé que la sous-catégorie des planètes naines avec des orbites trans-neptuniennes serait désignées comme des plutoïdes. Dans le communiqué de presse d'accompagnement, l'UAI dit que :

« Les plutoïdes sont des corps célestes en orbite autour du Soleil à une distance supérieure à celle de Neptune qui ont une masse suffisante pour que leur gravité propre vainque les forces de cohésion interne en sorte qu'ils parviennent à un équilibre hydrostatique (forme presque sphérique) et qui n'ont pas éliminé le voisinage de leur orbite. »

Cette sous-catégorie inclut Pluton, Hauméa, Makémaké et Éris.